# Zeynep Sönmez
Zeynep Sönmez (ur. 30 kwietnia 2002) – turecka tenisistka, reprezentantka kraju w Pucharze Billie Jean King.

## Kariera tenisowa
W karierze wygrała cztery turnieje singlowe rangi ITF. 14 lipca 2025 zajmowała najwyższe miejsce w rankingu singlowym WTA Tour – 74. pozycję, natomiast 12 września 2022 osiągnęła najwyższą lokatę w deblu – 891. miejsce.
W 2017 roku została ukarana roczną dyskwalifikacją z powodu wykrycia w jej organizmie modafinilu.
W 2022 roku po raz pierwszy reprezentowała kraj w zmaganiach o Puchar Billie Jean King.

## Finały turniejów WTA
| Legenda                   | Legenda |
| ------------------------- | ------- |
| Wielki Szlem              |         |
| Igrzyska olimpijskie      |         |
| WTA Tour Championships    |         |
| od 2021                   |         |
| WTA 1000 (obowiązkowe)    |         |
| WTA 1000 (nieobowiązkowe) |         |
| WTA 500                   |         |
| WTA 250                   |         |
| WTA 125                   |         |

### Gra pojedyncza 1 (1–0)
| Końcowy wynik | Nr | Data             | Turniej | Nawierzchnia | Przeciwniczka | Wynik finału |
| ------------- | -- | ---------------- | ------- | ------------ | ------------- | ------------ |
| Zwyciężczyni  | 1. | 3 listopada 2024 | Mérida  | Twarda       | Ann Li        | 6:2, 6:1     |

## Finały turniejów WTA 125

### Gra pojedyncza 1 (0–1)
| Końcowy wynik | Nr | Data             | Turniej | Nawierzchnia | Przeciwniczka         | Wynik finału |
| ------------- | -- | ---------------- | ------- | ------------ | --------------------- | ------------ |
| Finalistka    | 1. | 17 września 2023 | Lublana | Ceglana      | Marina Bassols Ribera | 0:6, 6:7(2)  |

## Wygrane turnieje rangi ITF
| turnieje z pulą nagród 100 000 $ |
| turnieje z pulą nagród 80 000 $  |
| turnieje z pulą nagród 60 000 $  |
| turnieje z pulą nagród 40 000 $  |
| turnieje z pulą nagród 25 000 $  |
| turnieje z pulą nagród 15 000 $  |

### Gra pojedyncza
|    | Data       | Turniej  | Naw.          | Przeciwniczka          | Wynik            |
| 1. | 12/01/2020 | Antalya  | Ceglana       | Sapfo Sakielaridi      | 6:3, 2:6, 6:3    |
| 2. | 17/07/2022 | Monastyr | Twarda        | Priska Madelyn Nugroho | 6:2, 4:6, 7:6(1) |
| 3. | 16/10/2022 | Sozopol  | Twarda        | Darja Astachowa        | 7:5, 6:4         |
| 4. | 22/01/2023 | Tallinn  | Twarda (hala) | Viktória Kužmová       | 7:6(5), 3:6, 6:3 |